# Takamatsu
Pour les articles homonymes, voir Takamatsu (homonymie).
Takamatsu (高松市, Takamatsu-shi, littéralement les pins élevés) est la capitale de la préfecture de Kagawa, sur l'île de Shikoku, au Japon.

## Géographie

### Situation
Takamatsu est située dans le nord de l'île de Shikoku (préfecture de Kagawa), au bord de la mer intérieure de Seto, au Japon. L'île de Megi fait administrativement partie de la ville.

### Municipalités limitrophes
| Sakaide | mer intérieure de Seto | mer intérieure de Seto |
| Ayagawa | Takamatsu              | Sanuki, Miki           |
| Mannō   | Mima                   | Miki                   |

### Démographie
Le 1er mai 2010, la ville de Takamatsu comptait 419 212 habitants, répartis sur une superficie de 375,09 km2 (densité de population de 1 120 hab./km2). En octobre 2023, la population était de 419 910 habitants.

### Climat
Takamatsu a un climat subtropical humide avec des étés chauds et humides et des hivers frais. Il pleut un peu tout au long de l'année, mais les mois de mai à septembre sont les plus pluvieux.

## Histoire
La ville est officiellement fondée le 15 février 1890. Cependant, Takamatsu est un centre politique et économique depuis l'époque d'Edo (1603-1868) lorsque le clan Matsudaira fait de Takamatsu la capitale de leur han (domaine féodal). En 1185, l'endroit, alors appelé Yashima, est le théâtre d'une célèbre bataille navale de la guerre de Gempei : la bataille de Yashima.
Le 3 juillet 1945, la ville a subi un bombardement aérien nocturne des B-29 de l'USAF.
Takamatsu a été désignée ville noyau en 1999.

## Transports
La gare de Takamatsu, exploitée par JR Shikoku, propose des trains à destination d'autres villes de Shikoku, mais également en direction d'Okayama sur l'île de Honshū par le pont Seto-Ōhashi (services Marine Liner). Le train de nuit Sunrise Seto permet de relier Takamatsu à Tokyo.

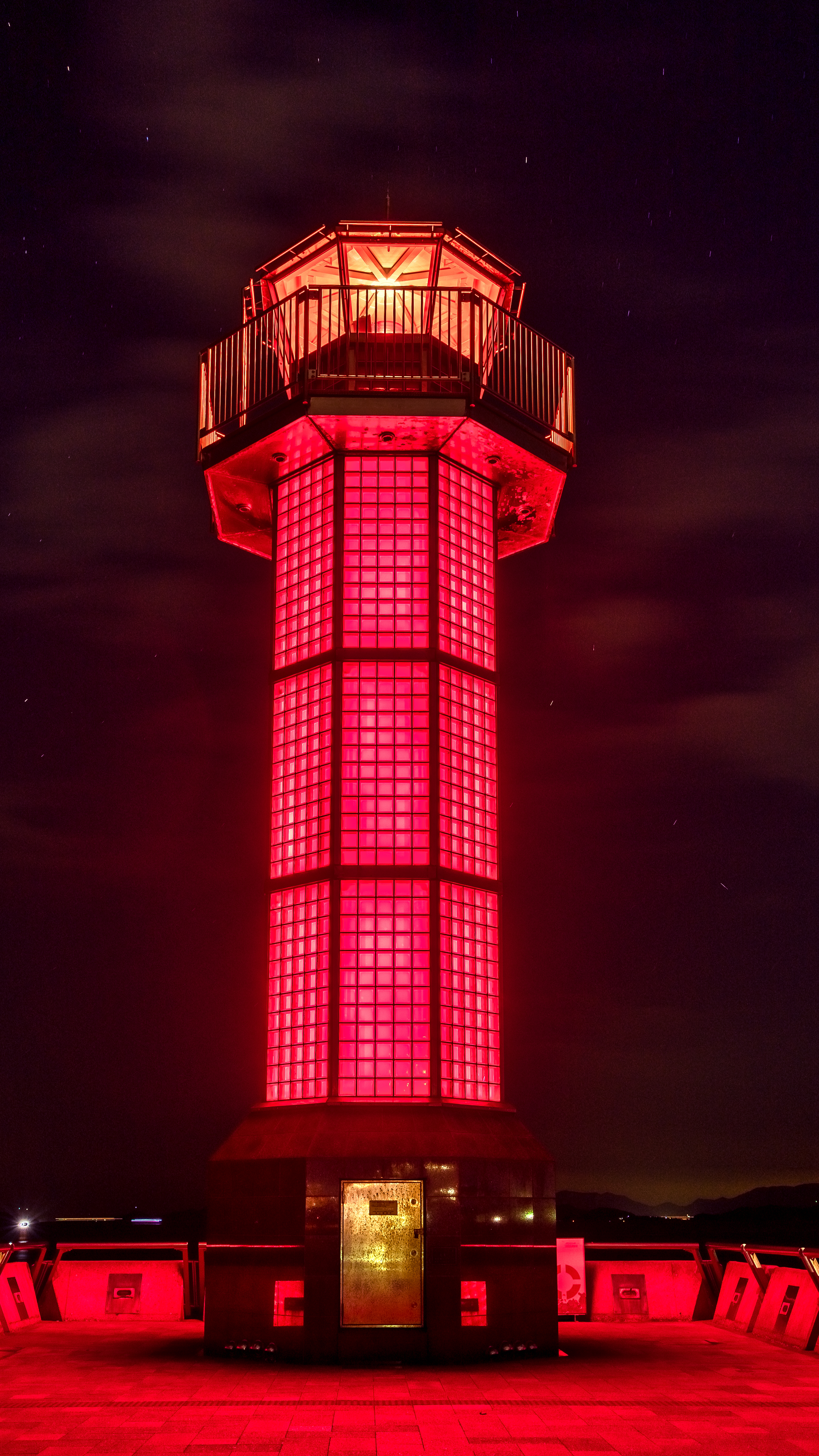
Phare en verre de Takamatsu.

Par ailleurs, un réseau de trains opérés par Kotoden dessert la région de Takamatsu au départ de la gare de Takamatsu-Chikkō. Des services d'autocars relient Takamatsu à des villes telles qu'Osaka, Kyoto, Tokyo et Hiroshima.
Le port de Takamatsu relie par ferry la ville aux îles de Megi, Oji-jima, Naoshima, Teshima et Shōdoshima.

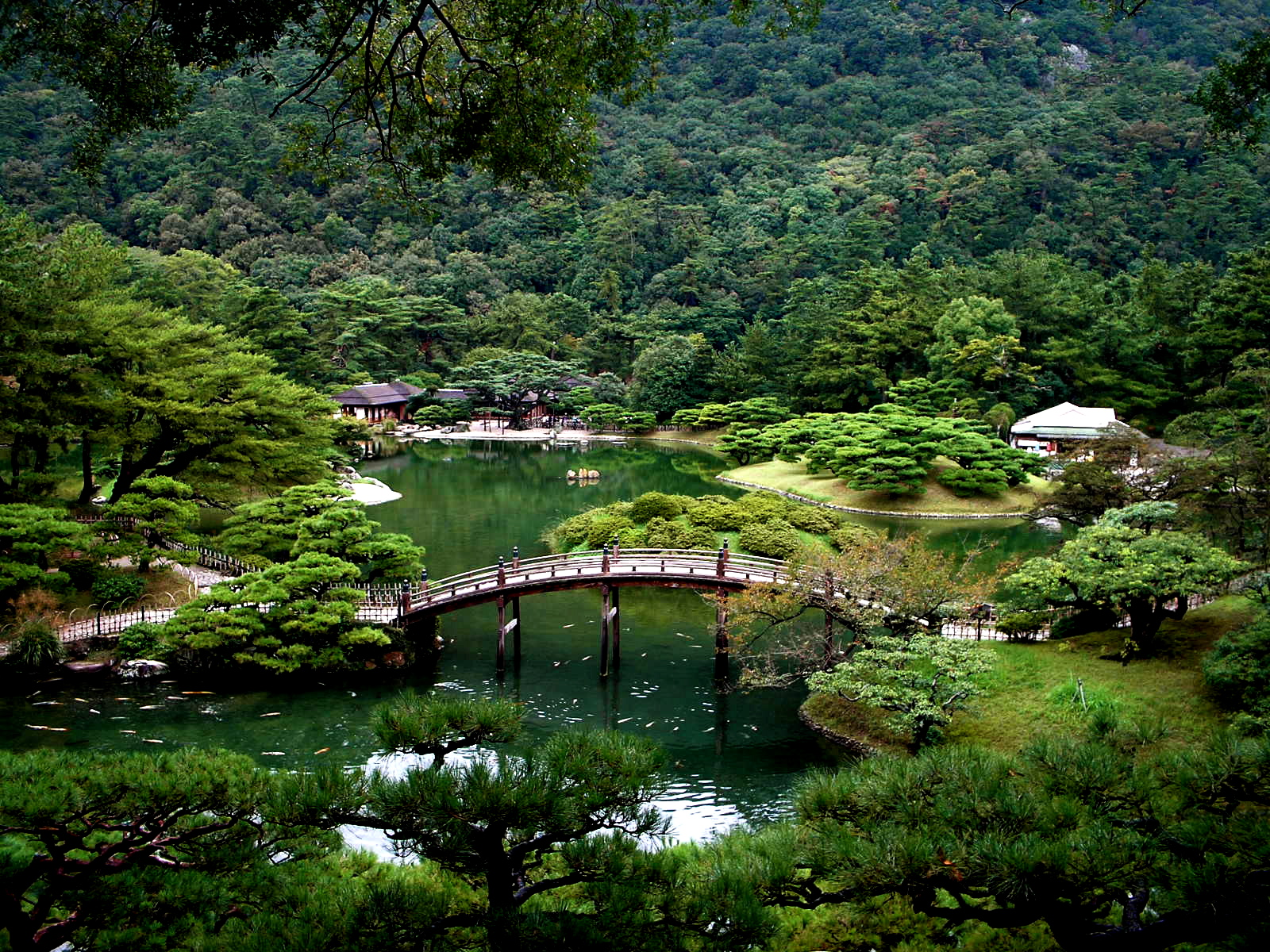
Vue sur le Ritsurin.

L'aéroport de Takamatsu se trouve au sud de la ville.

## Culture locale et patrimoine
L'attraction majeure de la ville est le jardin Ritsurin, créé pendant l'époque d'Edo.
De nos jours, la ville est célèbre pour ses nouilles : les sanuki udon, considérées comme délicieuses et bon marché.
Sur la jetée du port se trouve le premier phare au monde en verre rouge.

## Cultes
- La petite cathédrale catholique de l'Assomption est le siège du diocèse de Takamatsu.

## Personnalités liées à la municipalité
- Kawashima Takeshi (1930-), peintre japonais
- Kimura Tshuta (1917-1987), peintre japonais

## Jumelages
- St. Petersburg (États-Unis) depuis 1961
- Hikone (Japon) depuis 1966
- Mito (Japon) depuis 1974
- Tours (France) depuis 1988
- Nanchang (Chine) depuis 1990
- Yurihonjō (Japon) depuis 1999